# Узбеков, Умирзак Узбекович
Умирзак Узбекович Узбеков (каз. Өмірзақ Өзбекұлы Өзбеков; род. 10 октября 1947 года) — казахстанский государственный и политический деятель.

## Карьера
Родился в с Баканас (Балхашский район, Алма-Атинская область). Окончил Алма-Атинский зооветеринарный институт (1971), после чего работал ветеринаром в совхозе «Курам» Чиликского района Алматинской области, главным ветеринарным врачом табаксовхоза «Авангард» (Алма-Атинская область), главным ветеринарным врачом совхоза «Таусугурский» (Алма-Атинская область). Возглавлял партийную организацию совхоза.
В 1985 году возглавил совхоз им. Т.Кабылова.
В 1990-91 годах — Председатель исполкома Чиликского районного совета народных депутатов Алматинской области.
В 1991-92 годах — заместитель председателя Алма-Атинского областного агропромышленного комитета.
В 1992 году стал заместитель главы областной администрации Алматинской области, а в 1992 году с появлением должности акима стал заместителем акима области.
В 1994-96 годах был акимом Алматинской области, а в 1996-97 годах — акимом Талдыкорганской области.
С 1997 года на дипломатической работе: послом в Кыргызстане (1997—2003) и Узбекистане (2003—2008).
С 2008 года — Председатель Агентства Республики Казахстан по управлению земельными ресурсами.

## Научная деятельность
В 2000 году защитил диссертацию на соискание степени кандидата политических наук на тему «Политические аспекты казахстанско-узбекистанских отношений».

## Награды
- Орден «Кұрмет» — 2003
- Медаль «Астана» — 1998
- Юбилейная медаль «Қазақстан Республикасының тәуелсіздігіне 10 жыл»" 2001
- Юбилейная медаль «Қазақстан Конституциясына 10 жыл» 2005
- Юбилейная медаль «Қазақстан Республикасының Парламентіне 10 жыл» 2006

## Судимость
В 2013 году был осуждён к десяти годам строгого заключения по 307-й статье Уголовного кодекса (злоупотребление должностными полномочиями), 176 (присвоение или растрата вверенного чужого имущества), 235 (создание и руководство организованной группой в целях совершения преступлений) с конфискацией имущества.